# 日本牛乳野菜
日本牛乳野菜株式会社（にほんぎゅうにゅうやさい）は、熊本県熊本市に本社を置く食品分析等を行う企業。業務内容は各企業や国、地方公共団体からの食品分析受託の他、品質管理、生産管理受託や食品企画・新商品開発改良受託、食品OEM・PB商品製造受託、食品製造ライン及び工場設計管理、フードビジネス開発（地域開発）、食品製造である。
旧社名：タニショウ果汁研究所(有)。

## 沿革
- 1991年 - 設立
- 2017年1月25日-債権者による第３者破産申し立てにより、熊本地方裁判所において破産手続きの開始決定を受けた。

## 商品
- 無農薬・冷凍青汁及び各種野菜ドリンクの製造（自社製品）
- 玄米さらり
- 青菜搾り「コラーゲン・酵母エキス入り」
- 青菜搾り「たっぷり野菜」
- 無農薬・冷凍青汁の製造（OEM・PB）